# Boerhavia bracteosa
Boerhavia bracteosa är en underblomsväxtart som beskrevs av Sereno Watson. Boerhavia bracteosa ingår i släktet Boerhavia och familjen underblomsväxter. Inga underarter finns listade i Catalogue of Life.